# Tiny Cities
Albums de Sun Kil Moon
Ghosts of the Great Highway
(2003) April
(2008)
Tiny Cities est le second album studio du groupe folk américain Sun Kil Moon, publié le 1er novembre 2005, sur le label Caldo Verde Records.
Il réunit les mêmes musiciens que sur l'album précédent, Ghosts of the Great Highway (2003).
L'album est composé de reprises de chansons du groupe Modest Mouse, publié sur le propre label de Kozelek, Caldo Verde Records. À l'instar de son album de reprises de AC/DC What's Next to the Moon, Kozelek a ré-interprété les chansons complexes et rythmiquement ardues de Modest Mouse en les transformant en de délicates ballades où prédomine la guitare acoustique.
En février 2014, lors d'une interview avec le journal Seattle The Stranger, Kozelek déclara qu'il « n'avait jamais eu un quelconque retour de Modest Mouse » notamment sur ce qu'ils pensaient du disque. Cependant, plus tard, lors d'une conversation avec Benjamin Gibbard, Kozelek déclara qu'il avait rencontré Isaac Brock, le chanteur de Modest Mouse « à Austin, et nous avons parlé d'assurance-vie et de faire des albums. Il me remercia pour avoir sorti Tiny Cities, et ça a fait ma journée ! ».

## Liste des chansons
Toutes les chansons sont écrites par Isaac Brock, Eric Judy, et Jeremiah Green, à l'exception de Ocean Breathes Salty, écrite par Brock, Judy, et Dann Gallucci.

### CD
1. Exit Does Not Exist(tiré de l'album This Is a Long Drive for Someone with Nothing to Think About, 1996) – 1:24
2. Tiny Cities Made of Ashes(tiré de l'album The Moon & Antarctica, 2000) – 3:13
3. Neverending Math Equation(tiré de l'album Never Ending Math Equation, 1998) – 2:53
4. Space Travel Is Boring(tiré de l'album This Is a Long Drive for Someone with Nothing to Think About, 1996) – 3:42
5. Dramamine(tiré de l'album This Is a Long Drive for Someone with Nothing to Think About, 1996) – 2:44
6. Jesus Christ Was an Only Child(tiré de l'album The Lonesome Crowded West, 1997) – 1:59
7. Four Fingered Fisherman(tiré de l'album Sad Sappy Sucker, 2001) – 2:41
8. Grey Ice Water(tiré de l'album Other People's Lives, 1998) – 2:32
9. Convenient Parking(tiré de l'album The Lonesome Crowded West, 1997) – 1:56
10. Trucker's Atlas(tiré de l'album The Lonesome Crowded West, 1997) – 2:49
11. 'Ocean Breathes Salty(tiré de l'album Good News for People Who Love Bad News, 2004) – 4:36

### Double vinyle 12"
Face A
1. Exit Does Not Exist – 1:24
2. Tiny Cities Made of Ashes – 3:13
3. Neverending Math Equation – 2:53
4. Space Travel Is Boring – 3:42
5. Dramamine – 2:44
6. Jesus Christ Was an Only Child – 1:59

Face B
1. Four Fingered Fisherman – 2:41
2. Grey Ice Water – 2:32
3. Convenient Parking – 1:56
4. Trucker's Atlas – 2:49
5. Ocean Breathes Salty – 4:36
6. Exit Does Not Exist (Version alternative) – 1:41

EP Bonus 1 face 12 (titré Mark Kozelek – Live Acoustic)
1. Trucker's Atlas (Live Acoustic)
2. Neverending Math Equation (Live Acoustic)
3. Convenient Parking (Live Acoustic)
4. Tiny Cities Made of Ashes (Live Acoustic)
5. Four Fingered Fisherman (Live Acoustic)
6. Dramamine (Live Acoustic)
7. Jesus Christ Was an Only Child (Live Acoustic)